# Lise Overgaard Munk
Lise Overgaard Munk (* 26. Mai 1989 in Frederikshavn) ist eine dänische Fußballspielerin.

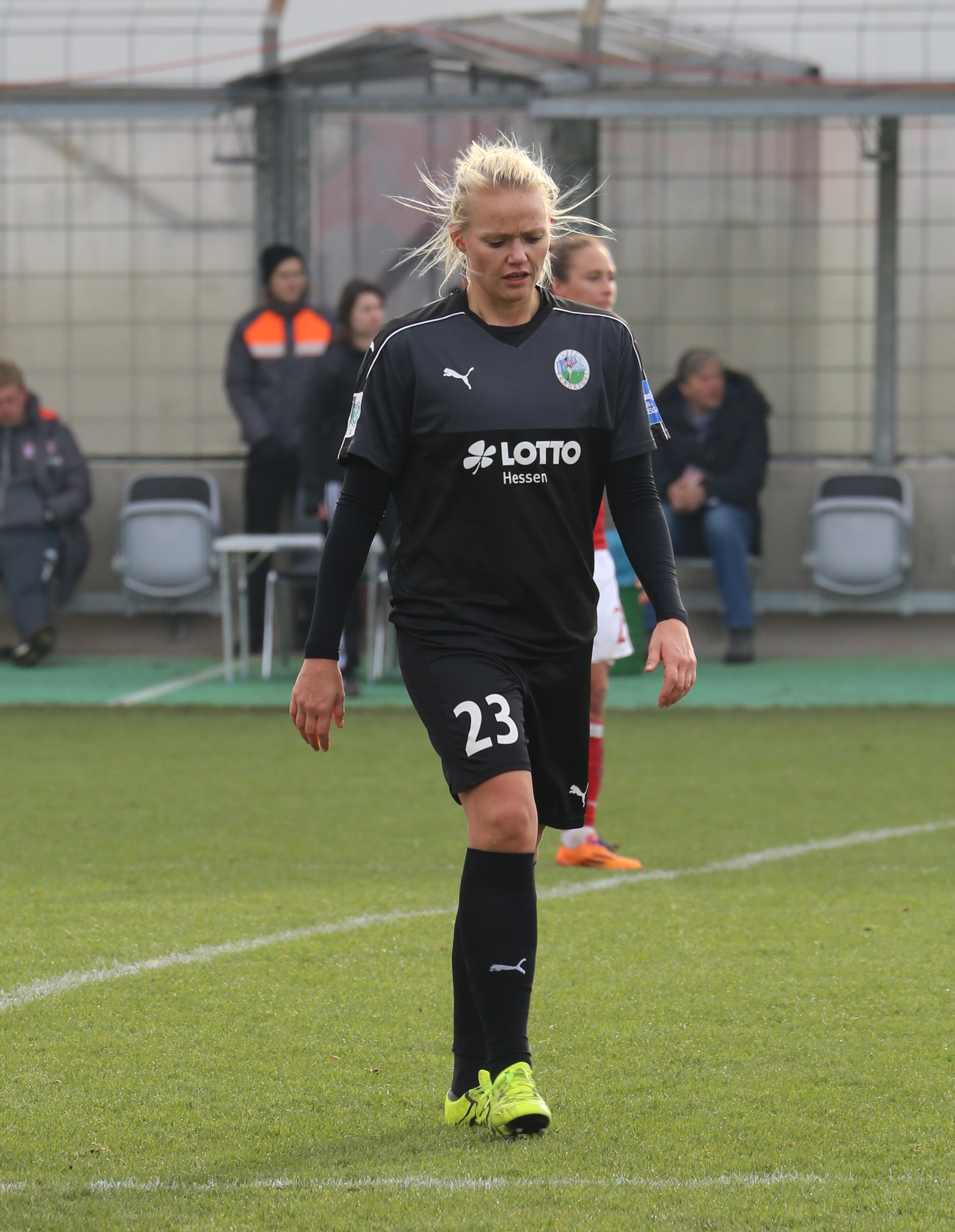
Im Trikot des 1. FFC Frankfurt (2016)

## Werdegang

### Verein
Munk begann mit dem Fußballspielen 1994 beim Frederikshavn fI und wechselte im Sommer 2002 zu Fortuna Hjørring. Mit Hjørring gewann sie 2010 erstmals die dänische Meisterschaft. Im Sommer 2011 schloss sie sich dem Ligarivalen Brøndby IF an, mit dem sie in ihrer ersten Saison das Double aus Meisterschaft und Pokalsieg gewann. In der Winterpause 2012/13 verließ sie Dänemark und unterschrieb einen Eineinhalbjahresvertrag beim deutschen Bundesligisten 1. FFC Frankfurt, für den sie am 17. Februar 2013 im Heimspiel gegen die SGS Essen ihr Debüt gab. In dieser Partie erzielte sie mit dem Treffer zum 1:0-Endstand in der 26. Minute ihr erstes Bundesligator. Nachdem sie in der Saison 2013/14 verletzungsbedingt nicht mehr in der Bundesliga zum Einsatz gekommen war, löste sie am 27. August 2014 ihren Vertrag in Frankfurt auf und wechselte zum 1. FC Köln in die 2. Bundesliga Süd.
Am Ende der Saison stieg Munk mit dem FC als ungeschlagener Meister in die Bundesliga auf und hatte als Torschützenkönigin mit 27 Treffern großen Anteil an diesem Erfolg. Am 30. August 2015 (1. Spieltag) erzielte sie bei der 2:6-Niederlage im Auswärtsspiel bei Werder Bremen mit dem Treffer zum zwischenzeitlichen 1:0 das erste Bundesligator für den 1. FC Köln überhaupt.
Am 10. Juni 2016 kehrte Munk nach zwei Jahren zum 1. FFC Frankfurt zurück. Ihr Vertrag lief bis zum 30. Juni 2018 und sie verließ mit Ablauf den FFC im Sommer 2018.
Sie blieb allerdings in Frankfurt, da sie in der Sommerpause beim Regionalligisten Eintracht Frankfurt unterschrieb.

### Nationalmannschaft
Ihr Debüt für die dänische Nationalmannschaft gab sie am 24. Oktober 2009 im WM-Qualifikationsspiel gegen die georgische Mannschaft, das mit 15:0 gewonnen wurde. In diesem Spiel erzielte sie als einzige Spielerin drei Tore. Nachdem sie fast zwei Jahre zu keinem Länderspieleinsatz mehr gekommen war, wurde sie am 15. Januar 2015 bei einer 2:3-Niederlage gegen Neuseeland wieder von Nils Nielsen über eine Halbzeit eingesetzt.

## Erfolge
- Dänische Meisterin 2010 mit Fortuna Hjørring, 2012 mit Brøndby IF
- Dänische Pokalsiegerin 2012 mit Brøndby IF
- DFB-Pokal-Siegerin 2014 mit dem 1. FFC Frankfurt
- Meister 2. Bundesliga Süd 2014/15 und Aufstieg in die Bundesliga mit dem 1. FC Köln
- Torschützenkönigin 2. Bundesliga Süd 2014/15